# Taiko-mochi
Taiko-mochi (jap. 太鼓持) albo hōkan (jap. 幇間) – gejsza-mężczyzna, zawodowy błazen, żartowniś.

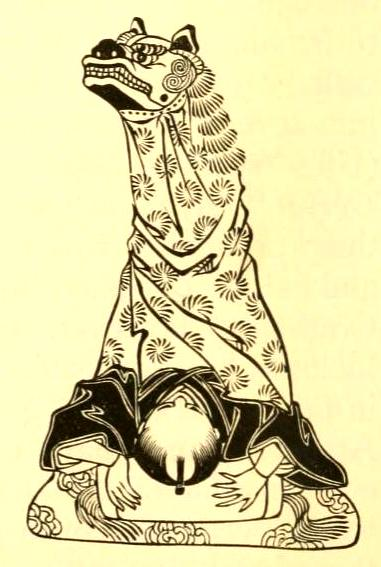
Taniec stóp, zajęcie taiko-mochi, grafika z 1899 r.

Oznacza dosłownie "mający bębenek". Występują przede wszystkim w Tokio, natomiast w Kioto są prawie nieznani. Rekrutowali się najczęściej z klientów gejsz, zrujnowawszy się finansowo w świecie kwiatów i wierzb. Taiko-mochi noszą krótko przycięte włosy na znak swej bezpłciowości i z reguły są to mężczyźni w średnim wieku.
Ich głównym zadaniem jest ożywiać o-zashiki (przyjęcie), a dokonują tego na wiele sposobów: snują opowieści mocno przesycone erotyzmem i odgrywają przeróżne pantomimy w tymże duchu (odznaczają się one silnymi wpływami spektakli kabuki), komplementują gości pochlebstwami. 